# Codex Basilensis
- Papyrus
- Onciale
- Minuscules
- Lectionnaire

Le Codex Basilensis, portant le numéro de référence Ee ou 07 (Gregory-Aland), ε 55 (von Soden), est un manuscrit de vélin du Nouveau Testament en écriture grecque onciale. Le codex tire son nom de la ville de Bâle. Il contient un texte incomplet des quatre Évangiles.

## Description
Le codex se compose de 318 folios. Les dimensions du manuscrit sont de 23 x 16,5 cm. Il est écrit sur une colonne de 23 lignes. C'est un manuscrit contenant le texte des quatre Évangiles, avec des lacunes dans l'Évangile selon Luc (1,69-2,4; 3,4-15; 12,58-13,12; 15,8-20; 24,47-fin).
Il contient κεφαλαια (chapitres), τιτλοι (titres), les Sections d'Ammonian, canons de concordances.
Les paléographes sont unanimes pour dater ce manuscrit du VIIIe siècle. Selon Cataldi Palau il a été écrit au IXe siècle.
Le manuscrit a été examiné par Guglielmo Cavallo et Cataldi Palau.
Il est conservé à la Bibliothèque universitaire de Bâle-Ville (AN III 12), Suisse,.

## Texte

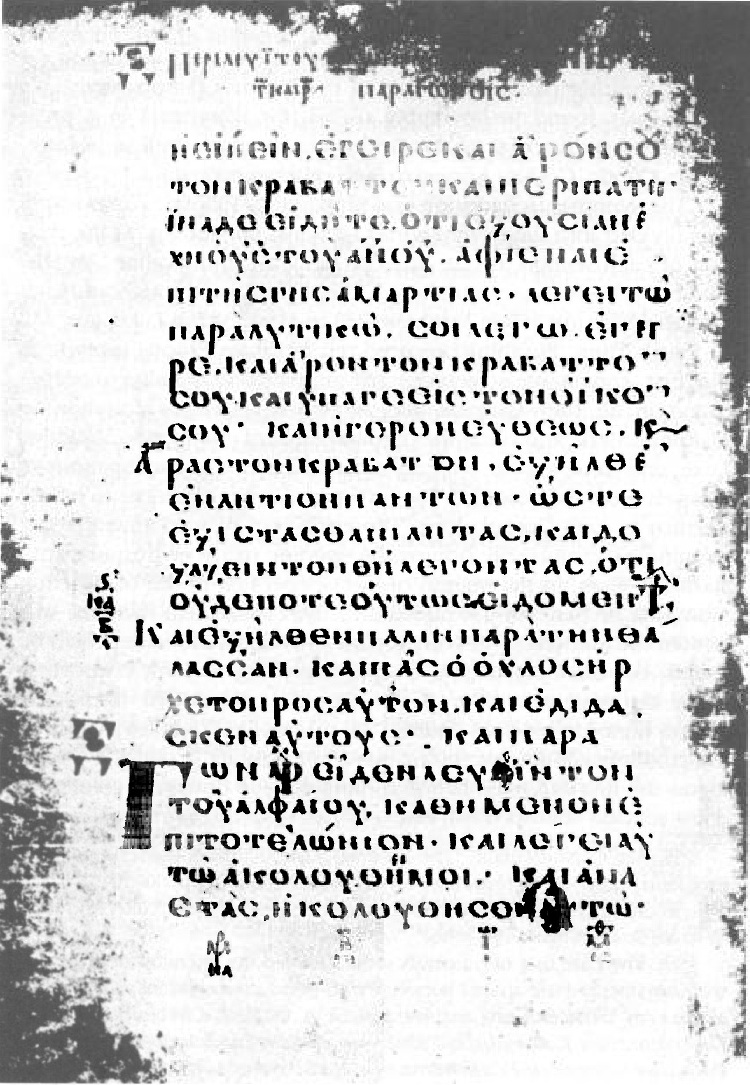
Marc 2,9-14

Le texte du codex est de type byzantin, proche pour texte du Codex Nanianus et Codex Athos Dionysius,. Kurt Aland a donné pour ce manuscrit le profil 2091, 1071/2, 12, 9s et le classe en Catégorie V.
Marc 5,9
απεκριθη λεγων — Codex Basilensis 565 700 1010
απεκριθη — Codex Bezae
λεγει αυτω — autres manuscrits
Variantes textuelees
Les variantes après la parenthèse sont les variantes du manuscrit
Marc 5,9 — λεγει αυτω ] απεκριθη λεγων
Jean 1,22 — βηθαραβα ] βηθανια
Jean 1,28 — τις ] συ
Jean 4,1 — ο Ιησουυς ] ο Κυριος
Jean 5,44 — ανθρωπων ] αλληλων
Jean 8,9 — οι δε ακουσαντες εξερχοντο εις καθ εις ] οι δε ακουσαντες και υπο της συνειδησεως ελεγχομενοι εξερχοντο εις καθ εις
Jean 10,8 — ηλθων προ εμου ] ηλθων